# Tempesta (casa di produzione)
tempesta è una casa di produzione cinematografica italiana. 

## La produzione
Casa di produzione fondata da Carlo Cresto-Dina nel 2009, dopo anni passati a produrre cinema sotto l’ombrello di importanti case di produzione in Italia e a Londra, realizzando film di autori come Ken Loach, Abbas Kiarostami, Emir Kusturica, Ermanno Olmi, Fernando Trueba oltre a decine di titoli di giovani autori selezionati e premiati nei festival di tutto il mondo.
Lazzaro felice (2018) e Le meraviglie (2014), diretti da Alice Rohrwacher e prodotti da tempesta, hanno vinto, tra gli altri premi, rispettivamente il Premio per la Miglior Sceneggiatura e il Grand Prix al Festival di Cannes. 
tempesta ha prodotto tutti i lungometraggi di Leonardo Di Costanzo, tra cui Ariaferma (2021) designato film dell’anno dalla critica (SNCCI).
Oltre a nuovi titoli per il cinema, tempesta ha in sviluppo progetti di serie TV, mentre tempesta UK, il ramo inglese della società, ha debuttato con Wildifire (2020), lungometraggio d’esordio della regista Cathy Brady, acclamato al Toronto Film Festival.

## Lungometraggi
| Anno | Film                           | Regista                       | Produzione                                                                                    |
| ---- | ------------------------------ | ----------------------------- | --------------------------------------------------------------------------------------------- |
| 2011 | Corpo celeste                  | Alice Rohrwacher              | In coproduzione con JBA production / AMKA films productions                                   |
| 2012 | L'intervallo                   | Leonardo Di Costanzo          | In coproduzione con AMKA films productions                                                    |
| 2014 | Le meraviglie                  | Alice Rohrwacher              | In coproduzione con AMKA films productions / Pola Pandora Film Produktions                    |
| 2015 | Asino vola                     | Marcello Fonte, Paolo Tripodi | [ 9 ]                                                                                         |
| 2016 | Fräulein - Una fiaba d'inverno | Caterina Carone               | [ 10 ]                                                                                        |
| 2016 | Le ultime cose                 | Irene Dionisio                | In coproduzione con AMKA films productions / Ad Vitam                                         |
| 2017 | L'intrusa                      | Leonardo Di Costanzo          | In coproduzione con AMKA films productions / Capricci                                         |
| 2018 | Lazzaro Felice                 | Alice Rohrwacher              | In coproduzione con Ad Vitam productions / AMKA film production / Pola Pandora Filmproduktion |
| 2019 | Palazzo di Giustizia           | Chiara Bellosi                | In coproduzione con Cinédokké                                                                 |
| 2021 | Occhi Blu                      | Michela Cescon                | In coproduzione con Palomar / Tu vas voir                                                     |
| 2021 | Ariaferma                      | Leonardo Di Costanzo          | In coproduzione con AMKA film production                                                      |
| 2022 | Calcinculo                     | Chiara Bellosi                | In coproduzione con tellfilm                                                                  |

- Elisa, regia di Leonardo Di Costanzo (2025)